# 繫詞
繫詞（英語：、複數為或、英文簡稱cop），又譯為系动词、联系动词，在語言學為表示用於與謂詞（主語補語）鏈接句子之主詞的字詞，比如在句子「The sky is blue.」的單詞「is」 。繫詞源於拉丁語名詞為「鏈接（link）」或「結合（tie）」兩件不同「事（thing）」之功能語詞。
繫詞往往是動詞或「類動詞」（verb-like）的字詞，雖然這不是普遍的情況。動詞如為繫詞有時稱為「繫辭」（copulative）或「連繫動詞」（copular verb）。在英語初等教育语法教學的課程，一個繫動詞通常稱為「連繫動詞」（linking verb）。在其他語言中，繫動詞表現出更多相似於代詞之處，如古典漢語文言文及瓜拉尼語。或表现为名詞後綴的形式，比如在貝哈語（Beja language）、凯特语，和爱斯基摩－阿留申语系裡的應用。
大多數語言都有一個主繫詞（雖然有些像西班牙語、葡萄牙語，及泰語等語言有多個繫詞或者沒有繫詞）。在英語、繫詞是動詞<>。而這術語“繫詞”（繫動詞）一般是用來說明像“聯繫”這樣的主要涵義，它也可以广义地包含其他动词，例如英語的“成為”（become）、“得到”（get）、“感覺”（feel）等（這些用法也可稱為「半繫詞」（semi-copulas）或「準繫詞」（pseudo-copulas））。

## 特定的語言的繫詞

### 英語
英语的繫動詞be有八种形式（超过任何其他英语动词）：be, am, is, are, being, was, were, been。其他古代形式包括weren, art, wast, wert有时用beest（作为虚拟语气）。更多细节参见英語動詞。对于各种形式的词源，见印歐語繫詞。
上文中描述了英语繫詞的主要用途。在零繫詞下提到繫詞省略的可能性。
英语中有一个特殊用法（特别是在演讲中），就是只需要一个繫詞的地方但两个繫詞连续出现，比如My point is, is that...。这种结构的可接受性是英语语法中的一个争议。
简单的英语系词“be”有时可以用具有接近相同含义的其他动词替代；

### 日語

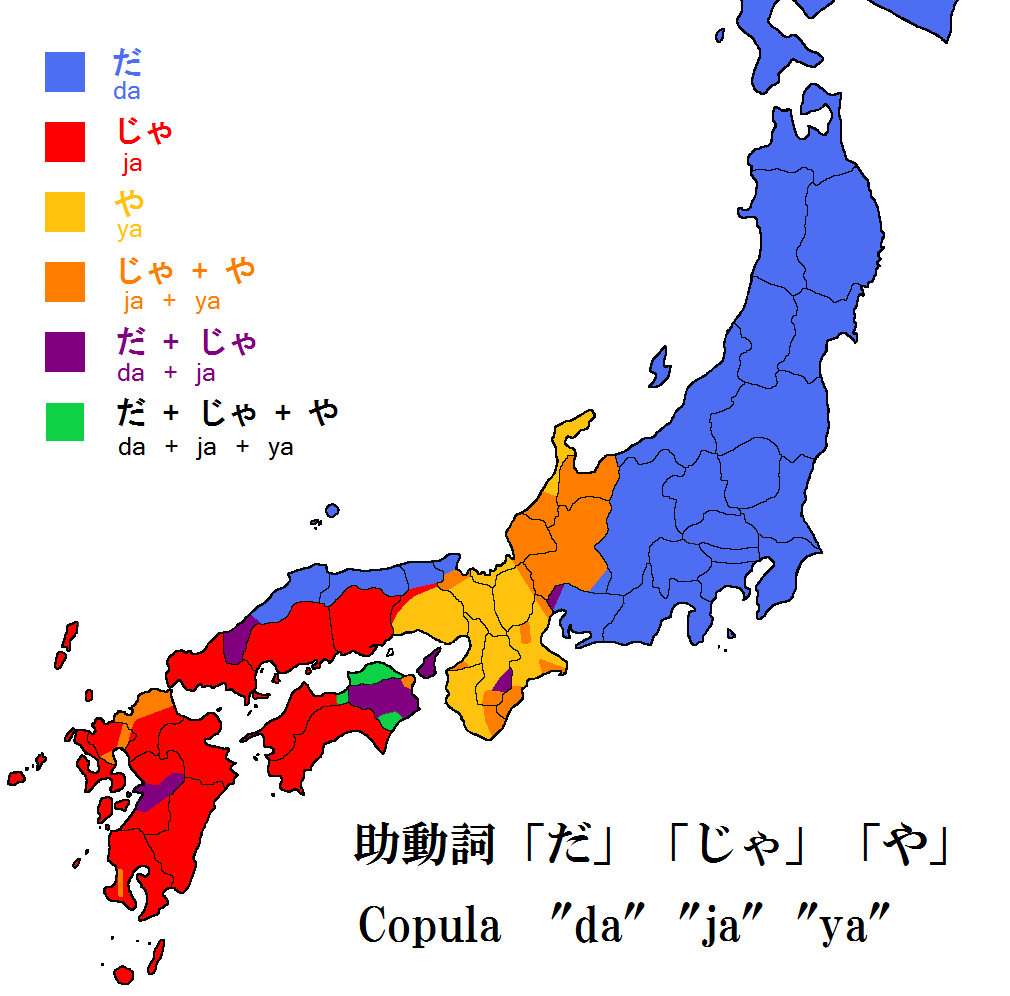
20世纪中叶的日语繫詞

日语繫詞（在国文法中认为是助动词（ jodōshi）的一部分）最常翻译为英语的「be」动词。
日语繫詞有许多形式。和两个词用于判断句，而和是在句子中用于修饰或连接的助词。
有繫詞的日语句子通常是在给一个事物与另一个事物画等号，也就是说，形式如同“A是B”。例子：
|  |                        |              |                                      |
|  | Watashi wa gakusei da. | “我是学生。” | (lit., I TOPIC student COPULA)       |
|  | Kore wa pen desu.      | “这是钢笔。” | (lit., this TOPIC pen COPULA-POLITE) |
和的区别很简单。比更正式而尊敬。因此，许多句子如下面的句子在意义上几乎是相同的，它们的不同点在于说话者对听者的尊敬，以及他们对陈述的肯定程度上的细微差异。但永远不会在句子结尾之前，仅用于描述从句。
|  |                     |                      |                                        |
|  | Are wa hoteru da.   | 「That's a hotel.」  | (lit., that TOPIC hotel COPULA)        |
|  | Are wa hoteru desu. | 「That is a hotel.」 | (lit., that TOPIC hotel COPULA-POLITE) |
日语中可以用繫詞或动词来形成判断句。但是，不是所有时候都是谓语。在某些情况下，它的唯一作用是让用静态动词作谓语的句子更有礼貌。不过，总是充当谓语，因此它不能与静态动词结合，因为句子只需要一个谓语。参见下面的例子。
|   |                           |                                  |                                         |
|   | Kono bīru wa oishii.      | “这瓶啤酒很好喝。”               | (lit., this beer TOPIC be-tasty)        |
|   | Kono bīru wa oishii desu. | “这瓶啤酒很好喝。”               | (lit., this beer TOPIC be-tasty POLITE) |
| * | *Kono bīru wa oishii da.  | 这是不正确的，因为只能用作谓语。 | 这是不正确的，因为只能用作谓语。        |
的起源有若干理論；其中一論是说它是 de arimasu（ de aru的礼貌形式）。一般来说，这两种形式只用于写作和更正式的情况。另一种形式 de gozaimasu比更正式，其词源是 de gozaru接续敬语语尾 -masu，也在一些情况下使用，非常有礼貌。注意有人认为和是助词 de与存在动词和结合而成的。 desu口语可能会读成 ssu。繫詞在日本各地受到方言变化的影响，形成诸如关西的 ya和广岛的 ja（见右图）。
日语还有两个对应于英语“to be”的动词和。它们不是繫詞而是存在动词。用于无生命物体，包括植物，而用于有生命物体，如人、动物和机器人，但也有例外情况。
|  |                               |                |
|  | Hon wa tēburu ni aru.         | “书在桌子上。” |
|  | Kobayashi-san wa koko ni iru. | “小林在这里。” |
日本人在学英语时常把助动词「be」或「do」丢掉，误认为「be」与和一样语义是空繫詞。

### 汉语
在汉语中，状态和品质一般用静态动词（如官话中的累、饿、在、笨等等）表示，不需要繫詞连接。句子可以简单地由代词和这样的动词组成：例如“我饿”。然而通常，表达品质的动词由副词（“非常”、“不”、“相当”等）来修饰；当没有其他修饰时，它们通常跟在“很”（意思是“非常”）的后面，但在这种用法中通常没有具体的意思。参见汉语语法。
只有名词作为补语的句子（例如“这是我的妹妹”）使用繫動詞“是”。这经常用到：例如，不常说“是中国的”，常用的表达是“是中国人”（我是中国人，「I am a Chinese person」）。这里的“是”是等格动词。另一种可能性是补语只是一个名词修饰语（以“的”字结尾），名词省略：我的汽车是红色的（即“我的汽车是红色的汽车”）。
汉朝以前，“是”用作指示代词，意思是“这”（这种用法在一些成语和谚语以及日语中保留下来）。一些语言学界认为“是”之所以发展成为繫動詞是因为其在句子的主语之后，经常作为重复主语出现（在文言文中，我们可以说“乔治·W·布什，是美国之总统”，直译是“乔治·W·布什这个美国总统”，也就表明了“乔治·W·布什是美国总统”）。“是”这个字是由日和正两个字结合而成的。
现代汉语中“是”可以和“的”字连用，表示应承或同意，例如问：你的汽车是不是红色的？
答：是的。意思是“就是红色的”，或者回答“不是”，意思是“不是红色的”。（当然也可以回答“对”或“不对”。）“是”还有种用法是“是……的”结构，用来强调句子的特定成分；参见汉语语法→分裂句。
在泉漳闽语中“是（sī）”用作繫詞，与吴语中的“是”/z/相同。粤语用“係 （/hɐi˨/）”而不用“是”；同样，客家话也用“係（he55）”。

### 引用
1. ↑  See the appendix to Moro 1997 and the references cited there for a short history of the copula.
2. ↑  Pustet, Regina. . Oxford studies in typology and linguistic theory. Oxford University Press. 2005. ISBN 0-19-928180-7.
3. ↑  Sayuri Kusutani.  (PDF). TESL Working Paper Series. Fall 2006, 4 (2). （原始内容 (PDF)存档于2008-12-12） （英语）.
4. ↑  Pulleyblank, Edwin G. . Vancouver: UBC Press. 1995. ISBN 0-7748-0541-2.[页码请求]
5. ↑  ,   [2020-09-16], （原始内容存档于2020-06-22） （中文（香港））：“字形本義不明，「是」字很早就被借用為虛詞。後期金文或從「日」從「正」，小篆承之。”